# Индустрија соли
Индустрија соли је индустријска дјелатност која се бави истраживањем, експлоатацијом, прерадом, производњом и дистрибуцијом соли, као и производњом сродних зачина. Со се добива рударењем у рудницима соли или брањем у соланама у процесу који се назива берба соли. У процесу прераде камена со се рафинира, тј. из ње се издваја натријум-хлорид јер сама камена со није довољно чиста да би била јестива. У процесу рафинације се отклоне и минерали важни за људску прехрану, па се таква со најчешће користи у индустрији у производњи и обради папира, боја, сапуна и детерџената. Рафинисана со која се користи у прехрани, обавезно мора проћи кроз процес јодизације, којим се соли додаје јод.